# Kunst- und Ausstellungshalle der Bundesrepublik Deutschland

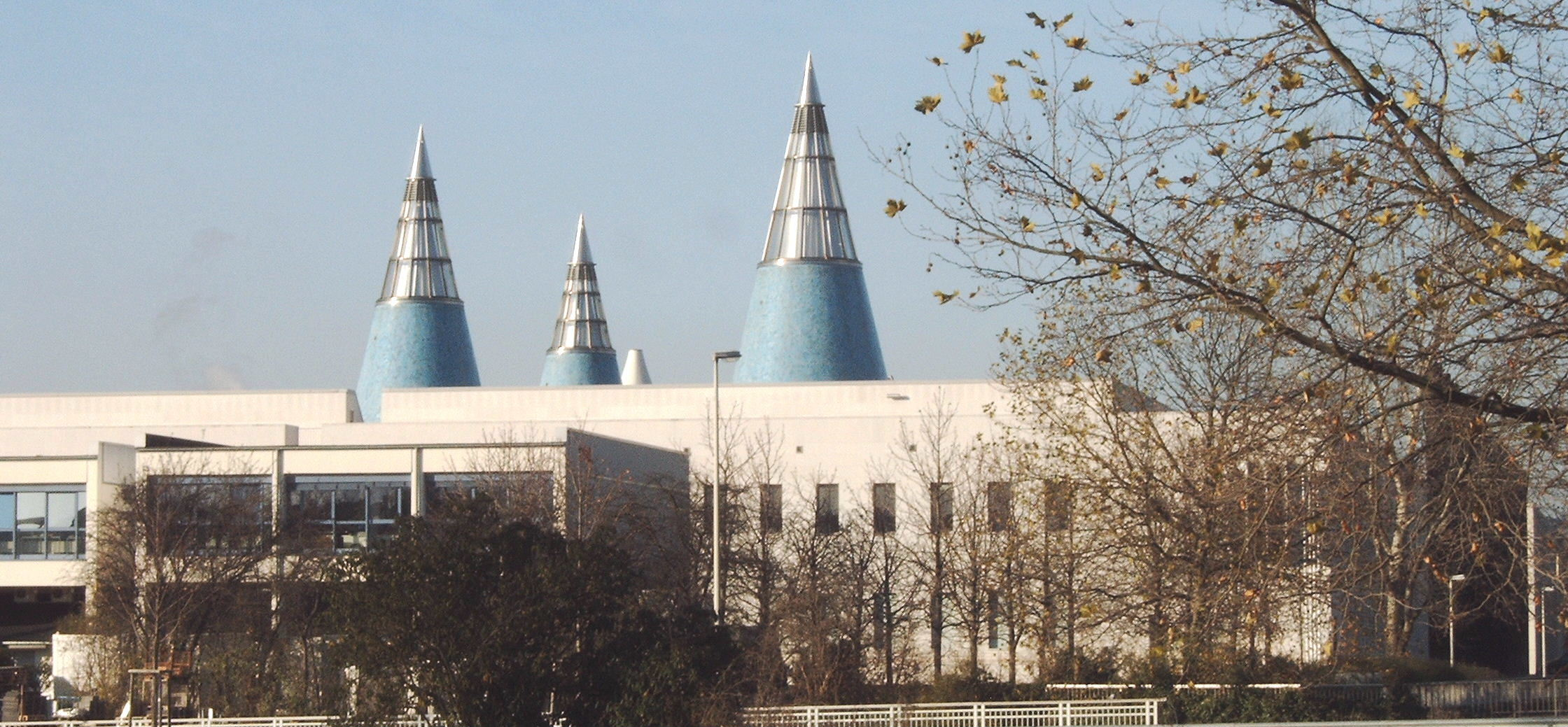
Bundeskunsthalle

De Kunst- und Ausstellungshalle der Bundesrepublik Deutschland of kortweg Bundeskunsthalle maakt deel uit van de Museumsmeile en is een museum annex kunsthal in de Duitse stad Bonn. 

## Geschiedenis
De Bundeskunsthalle is tussen 1989 en 1992 ontstaan uit een samenwerkingsverband met het zich eveneens in Bonn bevindende, stedelijke Kunstmuseum Bonn. De Bundeskunsthalle toont kunst- en cultuurschatten uit de hele wereld en wordt niet door de stad Bonn, maar door de Bondsrepubliek Duitsland en de diverse deelstaten van Duitsland, de Bundesländer, ondersteund. De Bundeskunsthalle moet daarmee het nationale trefpunt zijn voor de culturele uitwisseling met het buitenland. Bovendien heeft men als doelstelling, als voormalige hoofdstad, een podium te bieden voor een dialoog tussen politiek en cultuur.
Het is van het begin af aan de opzet geweest een platform te bieden voor belangwekkende nationale en internationale wisseltentoonstellingen, waarmee het culturele belang van Duitsland als geheel wordt gediend. De kunsthal zou evenwel niet over een eigen kunstcollectie beschikken. De officiële opening van het door de Oostenrijkse architect Gustav Peichl ontworpen museum vond plaats op 19 juni 1992.
Het plein voor de Bundeskunsthalle en het Kunstmuseum Bonn wordt vaak aangeduid als „Museumsplatz“ en was tot begin 2012 overdekt. In de zomermaanden vonden op dit plein tot en met 2011 meermaals (pop)concerten plaats. In de winter fungeerde het plein als ijsbaan. Vanaf 2012 worden de concerten onder de naam Kunst!rasen op een andere locatie georganiseerd. 

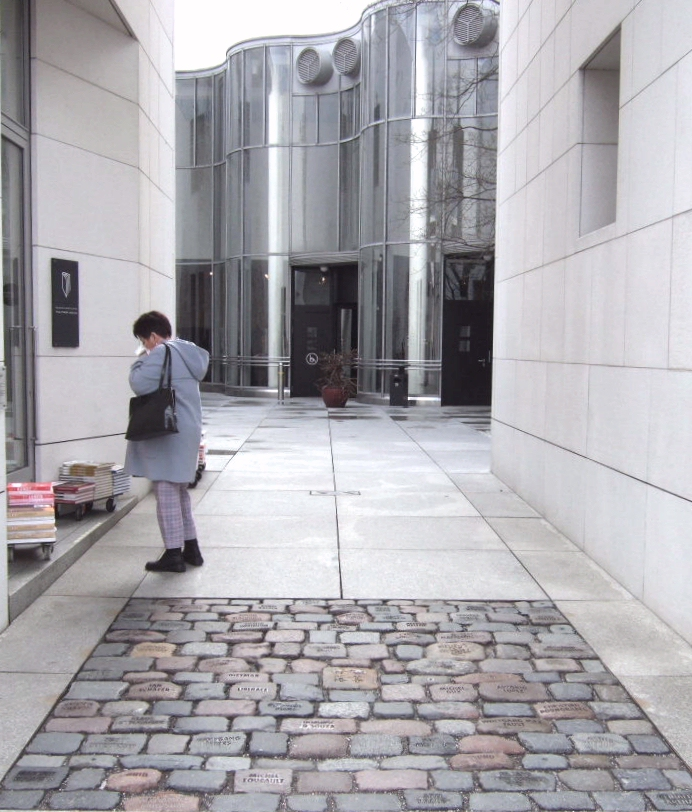
Kaltes Quadrat bij de entree van de Bundeskunsthalle

## Kaltes Quadrat
„Kaltes Quadrat“ noemde de kunstenaar Tom Fecht een installatie in de entree. Deze installatie maakt deel uit van het project „Namen und Steine“, waarmee aan prominente slachtoffers van Aids wordt herinnerd, zoals Freddie Mercury, Michel Foucault, Keith Haring, Miles Davis en Rock Hudson. 

## Afbeeldingen

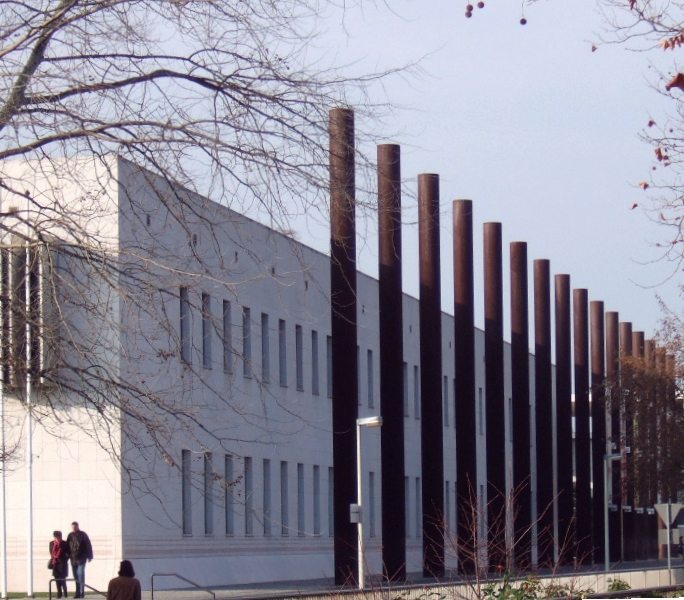
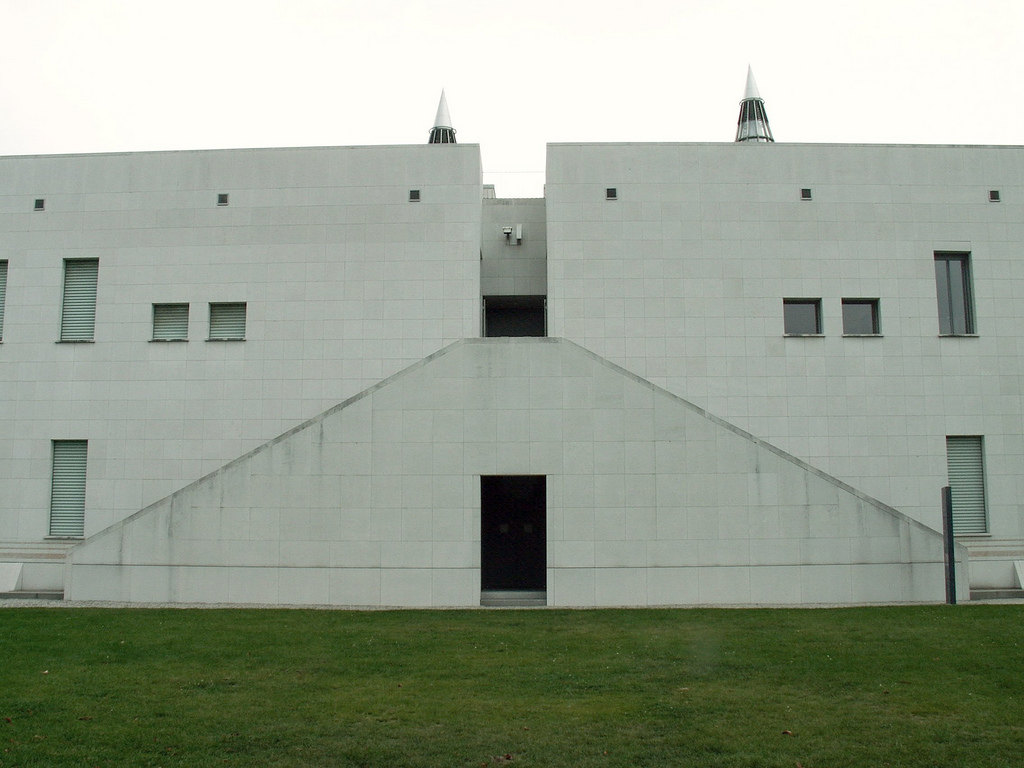
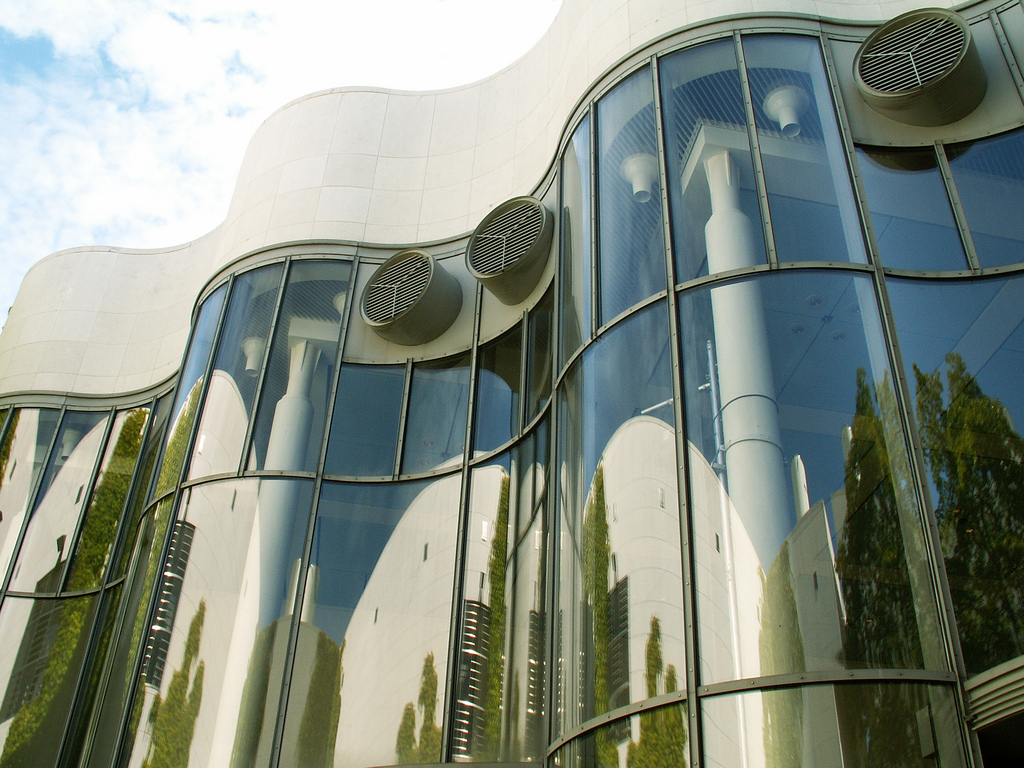